# Wojciech Bosak
Wojciech Bosak (ur. 10 listopada 1963 w Krakowie) – polski inżynier, polityk i samorządowiec, w 2007 wiceminister budownictwa.

## Życiorys
Ukończył studia na Wydziale Melioracji Wodnych i Geodezji Urządzeń Rolnych Akademii Rolniczej w Krakowie, uzyskując tytuł zawodowy inżyniera melioracji wodnych. W latach 1988–1995 był pracownikiem budowlanych firm wykonawczych, gdzie kierował robotami branży inżynieryjnej jako mistrz budowy oraz kierownik budowy. Był działaczem m.in. NSZZ „Solidarność” oraz Ruchu Odbudowy Polski. Był wśród założycieli Małopolskiego Stowarzyszenia Gospodarczego. W okresie 1995–2002 pracował w urzędach gmin Michałowice i Zielonki.
W 2002 wstąpił do Ligi Polskich Rodzin. Od 2002 do 2006 był wicestarostą powiatu krakowskiego. Z listy LPR w 2005 bez powodzenia kandydował do Sejmu w okręgu krakowskim, a w 2006 uzyskał mandat radnego sejmiku małopolskiego. W latach 2006–2007 pełnił funkcję wicemarszałka województwa. Od 24 kwietnia do 13 sierpnia 2007 zajmował stanowisko podsekretarza stanu w Ministerstwie Budownictwa w rządzie Jarosława Kaczyńskiego. W wyborach parlamentarnych w tym samym roku z okręgu tarnowskiego po raz drugi kandydował bezskutecznie do Sejmu.
Zasiadał w zarządzie głównym i radzie politycznej LPR. Od lutego do października 2008 był dyrektorem Zakładu Wodociągów Gminnych w gminie Jerzmanowice-Przeginia. W styczniu 2009 został pełniącym obowiązki dyrektora Biura Zarządu i Spraw Korporacyjnych Telewizji Polskiej, pełnił tę funkcję przez kilka miesięcy. Został później zastępcą dyrektora ds. inwestycji w Regionalnym Zarządzie Gospodarki Wodnej w Krakowie. W sejmiku małopolskim 2 marca 2010 wraz z innym działaczem LPR Piotrem Stachurą przystąpił do klubu radnych Platformy Obywatelskiej. Opuścił potem LPR, został później także członkiem PO.
W wyborach samorządowych w 2010 został wybrany na radnego powiatu krakowskiego z listy PO, utrzymywał mandat również w 2014, 2018 i 2024. Zatrudniony w międzyczasie w regionalnym zarządzie gospodarki wodnej. W 2015 był kandydatem Platformy Obywatelskiej do Sejmu. W 2024 został członkiem zarządu powiatu krakowskiego.